# Héros de la Centurie céleste

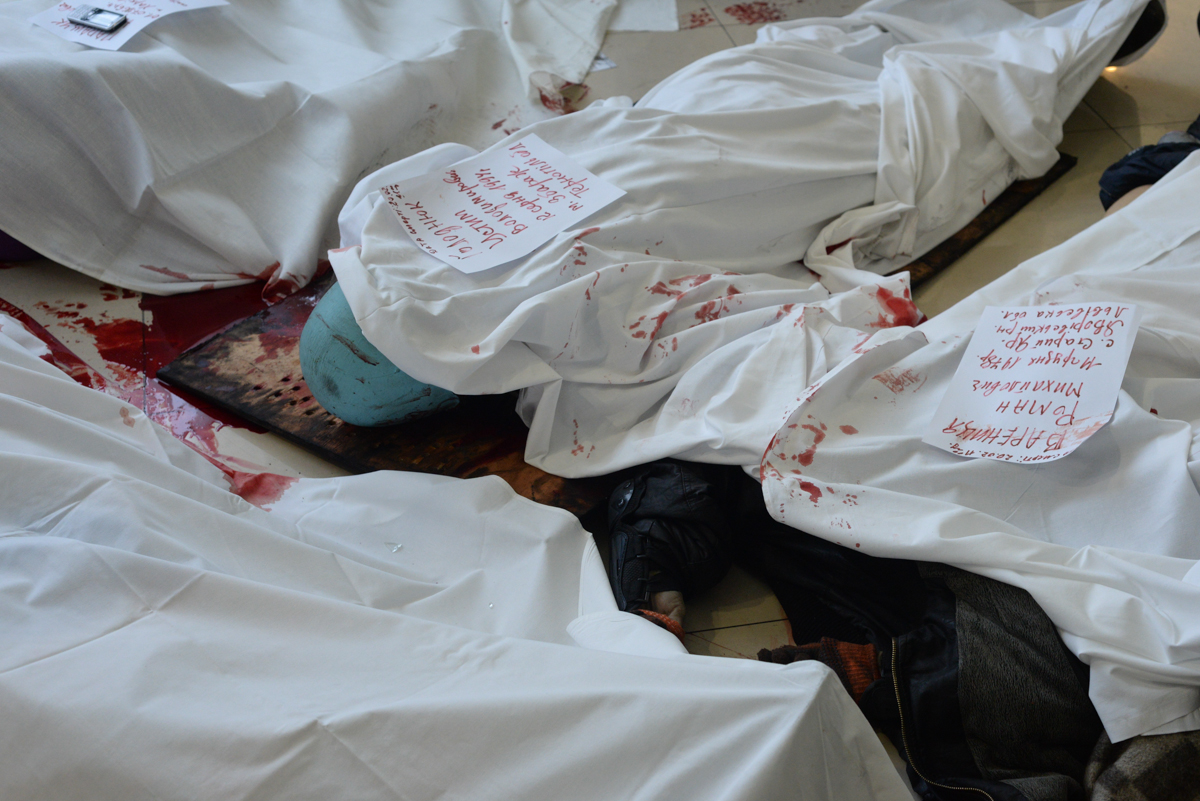
Le 20 février 2014, victimes à Kiyv.

Les Héros de la Centurie céleste ou Héros de la Sotnia céleste (en ukrainien : Небе́сна Со́тня) sont les personnes inscrites sur la liste des morts lors du mouvement Euromaïdan entre décembre 2013 et février 2014.

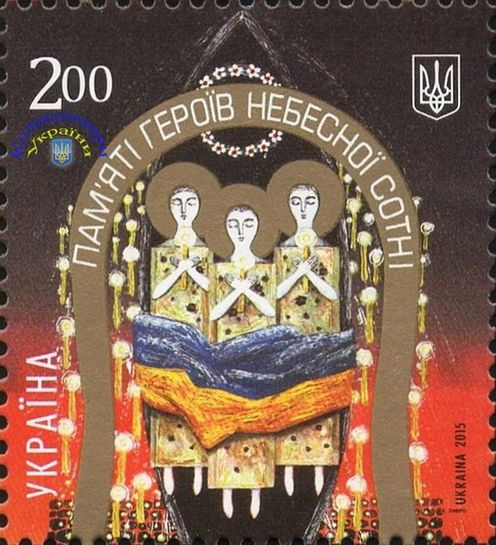
Timbre de 2015 en hommage au héros de la stonia céleste.

Cette liste compte cent quatre noms. Le 21 février 2014, les autorités officielles ukrainiennes reconnaissent légalement les victimes des manifestants morts sur la place de la Constitution.

## Voir aussi

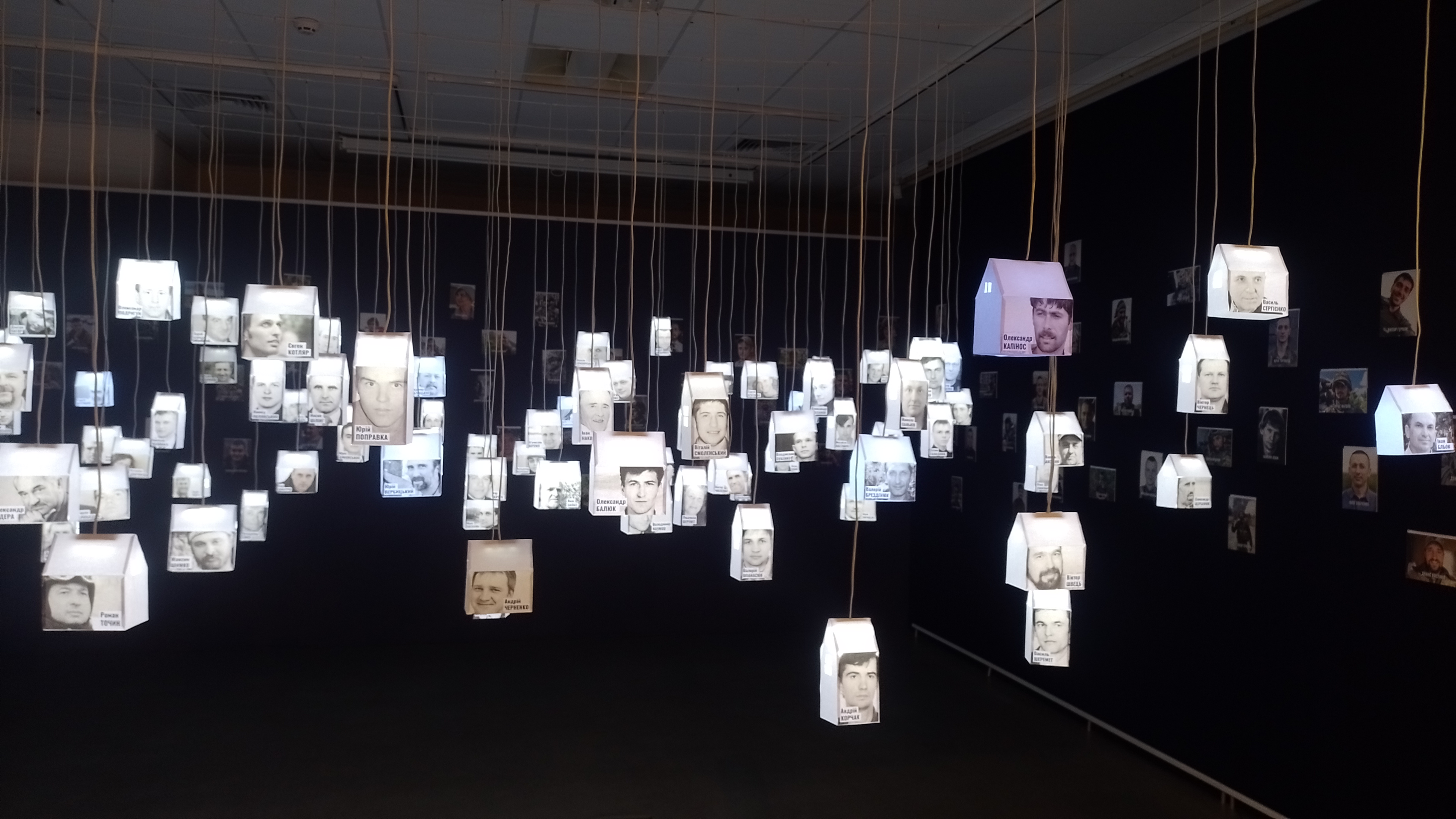
Exposition au Musée de l'histoire de Kiev.